# Włodzimierzec
Włodzimierzec (ukr. Володимирець) – osiedle typu miejskiego na Ukrainie i stolica rejonu w obwodzie rówieńskim.

## Historia

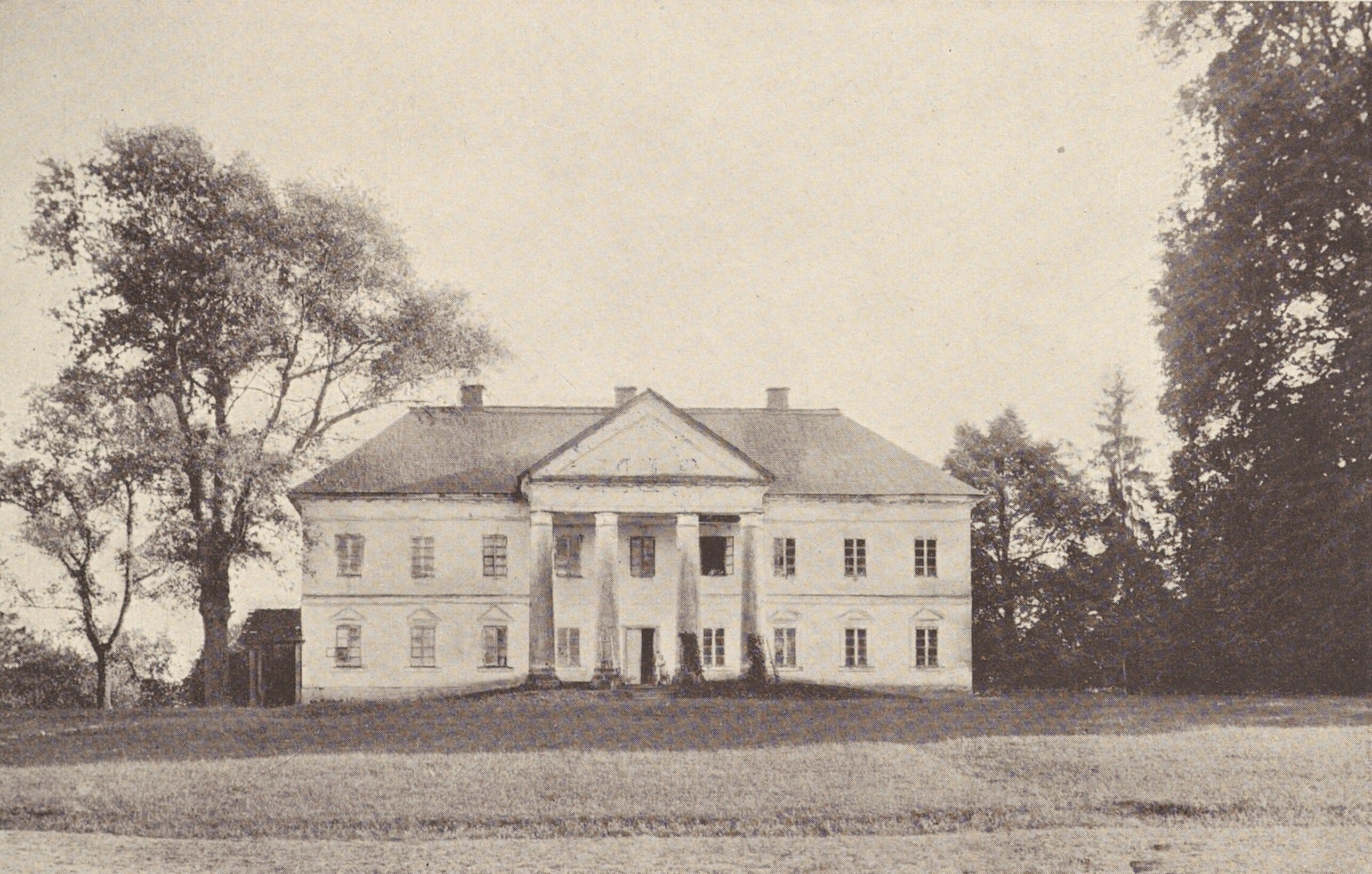
Pałac przed 1911

Po raz pierwszy wspominany w dokumentach w 1570 roku jako miasteczko. Leżał wówczas we włościach Iwana Kierdeja Mnyszyńskiego. Własność Aleksandra Czartoryskiego w 1570 roku położona była w województwie wołyńskim. Kolejnymi właścicielami byli Pacowie, Szklińscy, Czetwertyńscy i Krasiccy. W XVII wieku był znany z wyrobu dzwonów.
W II RP miejscowość była siedzibą wiejskiej gminy Włodzimierzec.
Od 1914 do 1939 roku majątek Włodzimierzec należał do Marii de Pourbaix z d. Miączyńskiej. W skład majątku wchodził XIX wieczny pałac, zbudowany przez hrabiów Krasickich. Gorzelnia, zabudowania gospodarcze, ziemia orna oraz lasy (łącznie ok. 4 tys. ha).
Na początku okupacji niemieckiej w 1941 roku w miasteczku miał miejsce pogrom ludności żydowskiej dokonany przez miejscowych Ukraińców, podczas którego zabito 2 osoby. Niemcy zamknęli 1,5 tysiąca żydowskich mieszkańców Włodzimierca w getcie. 28 sierpnia 1942 roku oddział SD z Równego przy pomocy niemieckiej żandarmerii i ukraińskiej policji zlikwidował getto rozstrzeliwując około 1300 Żydów w lesie około 1 km od Włodzimierca. Kilkadziesiąt osób zdołało zbiec i uniknąć egzekucji.
W nocy z 7 na 8 lutego 1943 roku Włodzimierzec był miejscem pierwszej akcji bojowej przeprowadzonej przez oddział banderowskiej UPA. Po akcji oddział udał się do kolonii Parośla I, gdzie dokonał masowego mordu na Polakach, uznawanego za początek rzezi wołyńskiej.
W następnych miesiącach do Włodzimierca kierowali się polscy uchodźcy z eksterminowanych wsi, licząc na ochronę niemieckiego posterunku. Pod wpływem doniesień o kolejnych mordach część osób wyjechała dalej do Sarn. W maju 1943 około 70 polskich rodzin, obawiając się ataków, zgłosiło się na wyjazd na roboty w Rzeszy. Od lipca 1943 Polacy nocowali w kościele pw. św. Józefa i na przyległym do niego cmentarzu. W sierpniu 1943 UPA przez całą noc oblegała kościół; Polacy bronili się za pomocą 4 karabinów oraz oblewając oblegających kwasem solnym. Nad ranem upowcy wysadzili jedną ścianę kościoła zabijając 2 Polki. Po tym napadzie Niemcy zlikwidowali posterunek we Włodzimiercu, miasteczko opuścili też Polacy zgłaszając się na roboty w Rzeszy.
W 1989 liczyło 8395 mieszkańców.
W 2013 liczyło 8969 mieszkańców.

## Zabytki
- klasycystyczny pałac z XIX w. wybudowany przez hr. Wincentego Józefa Krasickiego. Obecnie (2005 r.) mieści się w nim cerkiew i parafia prawosławna. Obok park pałacowy uznany za pomnik przyrody[3].
- pozostałości zamku Czartoryskich z XVI w. (wały i fosa)[3]
- kościół pw. św. Józefa z 1827 r. fundacji hr. Wincentego Józefa Krasickiego, uszkodzony w 1943 r. przez UPA, został zburzony w 1960 r[3].

## Związani z Włodzimiercem
- Stefan Czetwertyński-Światopełk ukraińsk pod koniec życia osiadł we Włodzimiercu[3]
- Łesia Curenko – ukraińska tenisistka, urodziła się we Włodzimiercu